# Жалюзійний знепилювач
Жалюзійний знепилювач (рос. жалюзийный обеспыливатель, англ. jalousie deduster, нім. Jalousieentstauber m) — пневматичний апарат, у якому здійснюється видалення пилу з сухого (вологістю до 5-6 %) сипкого матеріалу дією повітряних струменів на розпушену масу під час її проходження по похилій жалюзійній решітці. Розпушення досягається пересипанням матеріалу з полиці на полицю, надлишковий тиск повітря створюється під жалюзійною решіткою.